# KSHMR

Niles Hollowell-Dhar 2013

Niles Hollowell-Dhar (* 6. Oktober 1988 in Berkeley, Kalifornien) ist ein US-amerikanischer Songwriter, DJ und Musikproduzent mit indischen Wurzeln. Er ist insbesondere unter dem Künstlernamen KSHMR bekannt und als Teil des Projekt-Duos The Cataracs, mit dem er von 2003 bis August 2012 mit David Benjamin Singer-Vine aktiv war.

## Karriere

### Chartplatzierungen als DJ
Im Jahr 2015 erreichte KSHMR Platz 23 in den DJ-Mag Jahres-Charts. 2016 erreichte er Platz 12. Diesen Platz belegte er auch 2017. Im Jahre 2019 belegte er den 15., zwei Jahre später den 11. Platz.

### 2003–2012: Erste Erfolge als Duo „The Cataracs“
2003 gründete Hollowell-Dhar gemeinsam mit seinem High-School-Freund David Benjamin Singer-Vine das Duo The Cataracs. Im Jahr 2010 gelang ihnen der kommerzielle Durchbruch mit der Single Like a G6 (zusammen mit Dev und Far East Movement). Das Lied avancierte unter anderem zum Nummer-eins-Hit in den Vereinigten Staaten. Es folgten weitere Charthits wie Bass Down Low oder Backseat. Ihren letzten Charthit landeten sie im Jahr 2013 mit Hey Now, einer Kollaboration mit Martin Solveig und Kyle.

### 2012: Ausstieg Singer-Vines, Erfolg mitHey Now
Im Sommer 2012 erreichte das Duo mit dem Lied All You, das in Zusammenarbeit mit Kaskade und Waka Flocka Flame entstand, in zahlreichen Ländern die Single-Charts. Auch mit ihrer EP Gordo Taqueria gelang ihnen der Einstieg in die US-Electronic-Album-Charts. Wenig später beschloss David Singer-Vine, aus dem Musikgeschäft auszusteigen. Niles Hollowell-Dhar kündigte an, alleine weiterzumachen und den Namen The Cataracs beizubehalten. Nach einigen eher gering erfolgreichen Singles produzierte er 2013 mit dem französischen DJ Martin Solveig das Lied Hey Now, welches unter anderem in Deutschland, Österreich und den Niederlanden in die Top-10 vorrücken konnte.
Im Juni 2013 kündigte Hollowell-Dhar an, dass er derzeit an der zweiten Single-Auskopplung von Selena Gomez’ Debütalbum Stars Dance arbeite. Das Lied trägt den Namen Slow Down und rückte unter anderem in die Single-Charts der USA, Frankreich und Kanada vor. Auch der Sprung bis in die Top-20 zahlreicher iTunes-Charts gelang ihnen. In einem Radiointerview äußerte Gomez, dass sie glücklich sei, sich für die Zusammenarbeit mit The Cataracs entschieden zu haben. Des Weiteren schrieb und produzierte er den Track Undercover ihres Albums. Gomez erwähnte ebenfalls, dass es ihre Lieblingslieder des Albums seien. Im September 2013 gab Hollowell-Dhar über Facebook bekannt, dass er an vielen neuen Aufnahmen arbeite. Parallel soll er auch erneuten Kontakt zu David Singer-Vine aufgebaut haben, wobei eine Chance auf einen Wiedereinstieg in das Cataracs-Projekt bestanden haben soll.

### 2014: Genrewechsel und KSHMR
Im Frühjahr 2014 unterzeichnete Hollowell-Dhar einen Plattenvertrag bei dem niederländischen Plattenlabel „Spinnin’ Records“. Am 24. Februar 2014 veröffentlichte er unter seinem neuen Pseudonym KSHMR das Lied Megalodon als Single. Im Gegensatz zu seinen bisher produzierten Liedern basiert dieser Track auf einem Big-Room-Drop. Im April folgte seine zweite Single Baila, die als Free-Track erschien. Parallel startete er den Podcast „Welcome to KSHMR“, welcher zum kostenlosen Download bereitgestellt wurde. In dieser Episode stellte er neben einem bisher unveröffentlichten Lied auch seine, im Juli 2014 veröffentlichte Single Omnislash vor. Zur selben Zeit erschien der Song No Heroes, der mit dem niederländischen DJ-Duo Firebeatz und der britischen Sängerin Luciana Caporaso aufgenommen wurde. Das Lied konnte schnell an Popularität gewinnen. Es stieg bis in die Top-10 der Beatport-Charts und bereits nach wenigen Monaten wurde das offizielle Musikvideo mehrere Millionen Mal auf YouTube aufgerufen. Im August 2014 veröffentlichte Niles eine weitere Single mit Luciana mit dem Titel Dogs als kostenloser Download. Bereits in der vorher erschienenen „Welcome to KSHMR“ stellte er Dogs vor, jedoch weist diese Version zahlreiche Unterschiede auf. Gründe für das Umschreiben wurden nicht genannt.
Im September 2014 erschien Burn über „Revealed Records“, dem Plattenlabel des niederländischen DJs Hardwell. Der Song wurde gemeinsam mit DallasK produziert und wurde ein großer Erfolg. Der Track wurde von zahlreichen DJs wie Tiësto, Dimitri Vegas & Like Mike oder Vinai auf ihren Auftritten gespielt und von Hardwell sogar als einer seiner Favoriten des Jahres 2014 bezeichnet. Bei einer Abstimmung der besten, über Revealed erschienenen Lieder von 2010 bis 2015, schaffte es Burn bis auf Platz 3. Des Weiteren konnte der Song bis auf Platz 1 der Beatport-Charts vorrücken. Im Dezember 2014 folgte eine Vocal-Version des Tracks gemeinsam mit Luciana mit dem Titel Let Your Mind Go. Als „Dankeschön“ stellte er im Oktober 2014 die Nachfolgersingle Leviathan zum kostenlosen Download bereit. Am 15. Dezember 2014 erschien das Lied Karate in Zusammenarbeit mit dem niederländischen DJ R3hab. Neben dem typischen KSHMR Big-Room-Stil weist dieser Track auch Merkmale des Melbourne-Bounce auf. Einen Tag nach der Veröffentlichung feierte auch das offizielle Musikvideo Premiere. Karate rückte bis auf Platz eins der Beatport-Charts vor.
Im November 2014 trat er erstmals auch als Remixer in Erscheinung. Dabei handelt es sich um den Song Virus (How About Now) der niederländischen DJs Martin Garrix und MOTi. Neben dem normalen KSHMR Remix erschien auch eine „House VIP Version“ im Future-House-Stil. Nur wenige Wochen später veröffentlichte er mit dem Titel Kashmir, der erstmals Progressive-House aufweist einen weiteren Free-Track. Am 26. Januar 2015 veröffentlichte KSHMR den Song Dead Mans Hand gemeinsam mit einem Remix des Stücks Runaway des schwedischen DJ-Duos Galantis. Dead Mans Hand wurde bereits im Vorfeld hohe Chancen auf Erfolg eingeräumt, den der Track letztlich auch brachte. Nach der Veröffentlichung des Free-Tracks Clouds in Zusammenarbeit mit Dillon Francis und Becky G stellte der Produzent in der vierten Episode des „Welcome to KSHMR“-Podcasts vier neue Lieder sowie einen Remix zum Track Launch von DJ Jean vor.

### 2015:Secrets& Kollaborationen mit bekannteren DJs
Im Februar 2015 kündigte KSHMR für den 16. März 2015 die Veröffentlichung des Liedes Secrets über „Musical Freedom“ an. Als Produzent wirkte hierbei Tiësto mit. Vocals steuerte dem Song Vassy bei. Das Release des Tracks wurde ein Erfolg. In den Beatport Top-100 stand das Lied nach nur einem Tag auf Platz vier und gilt somit nach Wizard von Martin Garrix und Jay Hardway als erfolgreichster Starter. Platz eins erreichte das Trio nach nur drei Tagen. Das offizielle Musikvideo folgte nach drei Tagen und wurde ebenfalls nach wenigen Tagen mehr als eine halbe Million Mal aufgerufen. Im Mai 2015 erreichte Secrets die offiziellen Single-Charts der Niederlande sowie in Österreich.
Parallel zum Erfolg von Secrets machte ein Preview einer Kollaboration mit dem US-amerikanischen DJ Vaski und der Singer-Songwriterin Francisca Hall seine Runden durchs Internet. Im Gegensatz zu seinen vorherigen Singles ist dieser Track, der den Titel Lazer Love tragen wird, stark dubsteplastig. Das Lied erschien jedoch erst am 11. Juli 2015 zum Free-Download. Ebenfalls spielte der niederländische DJ und Produzent Martin Garrix seinen neuen Track Jammu, dessen Titel auf dem indischen Bundesstaat Jammu und Kashmir basiert, in seinem Part der 100sten Episode des Podcasts „Spinnin' Sessions“. KSHMR verwendete hierbei einen Progressive-House-Drop, der insbesondere mit dem Musikstil des schwedischen DJ und Produzenten Avicii verglichen wurde. Weitere Promotion erhielten Jammu und Lazer Love durch die fünfte Episode „Welcome to KSHMR“ und „Hardwell On Air 217“.
Am 24. April 2015 wurde der Titel The Spook gemeinsam mit den Underground-Produzenten BassKillers und B3nte veröffentlicht. Der Stil stellt eine Fusion aus Big-Room und Bounce dar. Bereits in der vierten Episode des „Welcome to KSHMR“-Podcasts, der bereits Anfang Februar 2015 erschien, stellte der Produzent den Track vor und erhielt neben positiver Kritik auch frühzeitigen Support von dem, aus Guatemala stammenden DJ Carnage. Das animierte, Horror-angehauchte Musikvideo erschien am 25. April 2015, einen Tag nach Veröffentlichung des Tracks. Für viel Aufmerksamkeit sorgte die Tatsache, dass The Spook trotz der hohen musikalischen Qualität als Free-Track veröffentlicht wurde.
Nächstes Release war das Lied Toca. Hierbei unterstützte er den Trap-Produzenten Carnage und den australischen DJ und Produzenten Timmy Trumpet, der insbesondere durch den Track Freaks bekannt ist. Toca erhielt starkes positives Feedback und wurde gerade für den markanten Wiedererkennungswert der drei unterschiedlichen Musiker gelobt. Der Stil lässt sich in das Genre Electro-House einordnen. Das offizielle Musikvideo zeigt Carnage und Trumpet während ihrer gemeinsamen Tour durch Australien. Der Track entstand durch eine Zusammenarbeit von Trumpet und Carnage über den derzeit noch exklusiv hochklassigen Produzenten zugänglichen Dienst „Stems“ von Native Instruments. Um dem Titel den letzten Schliff zu geben, besuchten Carnage und Trumpet KSHMR in seinem Haus in Los Angeles, um mit dem als produktionstechnisches Genie geltenden Sounddesigner die endgültige Fassung auszuarbeiten. Der Titel feierte eine Art Premiere in der Podcastfolge „Welcome to KSHMR Vol. 5“. Diese wurde erstmals am 27. Mai 2015 von KSHMR veröffentlicht. Wenige Wochen später, am 26. Juni 2015 folgte das Single-Release des Liedes. Neben Toca, Jammu und Lazer Love fanden sich auch neue Kollaborationen mit Dannic und Zaxx, sowie zwei neue, von ihm selbst produzierte Versionen zu Secrets in der 5. „Welcome to KSHMR“-Folge wieder.

### Sommer 2015: Arbeit anJammuundParadesi EP
Nach langer Vorab-Promotion erschien am 15. Juni 2015 der Progressive-House-Song Jammu als Single. In Zusammenarbeit mit dem Plattenlabel Spinnin’ Records richtete er unter anderem einen Grafikdesignwettbewerb aus, dessen Ziel es war, ein Cover für die Single zu entwerfen. Des Weiteren gab er nach dem Release der Single den Start eines Remix-Wettbewerbs für den Song bekannt, dessen Gewinner seinen Remix auf Spinnin’ Remixes, einem Imprint von Spinnin’ Records, veröffentlichen darf sowie eine ebenfalls über Spinnin’ erscheinende Kollaboration mit KSHMR produzieren wird. Während die Promotion von Jammu lief, postete KSHMR zudem einen unfertigen Track namens Chile auf Facebook, dessen Rhythmik offenbar dem lateinamerikanischen Klassiker La Bamba entlehnt ist. Er bat um Rückmeldungen und fertigproduzierte Vorschläge für die Weiterführung des als Progressive-House-Track beginnenden Songs. Dieser Schachzug entfaltete die offenbar gewünschte Wirkung und steigerte die in der Szene ohnehin große Bekanntheit KSHMRs nochmal stark. Innerhalb der nächsten Woche fanden hunderte Vorschläge ihren Weg ins Internet. KSHMR kommentierte jeden einzelnen Vorschlag auf Facebook und gab so den angehenden Musikproduzenten Feedback für ihre kommenden Produktionen.
Parallel kündigte er eine EP mit dem Titel Paradesi an. Diese EP gilt als Dankeschön für Unterstützung seiner Musik. Die EP wurde als Sammlung verschiedener Remixe von Jammu und dessen Prequel Kashmir sowie eines neuen Track, der sich als Progressive-House-Song mit dem Titel Delhi entpuppte, bezeichnet. Die Arbeit an der Paradesi EP vollendete er am 20. Juni 2015. Zwar gilt die EP als Free-Download, jedoch ist diese nicht frei zugänglich. Um die EP kostenlos zu erhalten, war zum einen der Kauf der Single Jammu im Musikportal Beatport sowie eine an KSHMR gerichtete E-Mail, mit der Rechnung für den Track, erforderlich. Im Gegenzug versandte er einen Dropbox-Link zum Download der EP an alle Einsender. Er forderte deutlich dazu auf, die Dateien sowie auch den Link zum Download nicht weiterzugeben. Mitte Juli 2015 stellte KSHMR dann alle seine bisherigen Free Downloads inklusive der Paradesi EP via Dropbox zum kostenlosen Download bereit, um seinen Fans die Wartezeit bis zu für später im Monat erwarteten großen Ankündigungen zu versüßen.
Am 20. Juli 2015 gab KSHMR bekannt, nach Dementi zu Beginn des Jahres nun doch als DJ auftreten und touren zu wollen. Sein erster Termin steht bereits fest. Die Premiere seiner geplanten Tour The World of KSHMR soll am 19. September dieses Jahres im Fonda Theatre in Los Angeles stattfinden. Parallel kündigte er sein lange erwartetes Soundpack Sounds of KSHMR, das einen Großteil der von ihm verwendeten Audio-Samples enthalten wird. Dies ist seit dem 27. Juli 2015 kostenfrei via Splice Sounds erhältlich. Zur selben Zeit später tauchte eine Progressive-House-Produktion im Internet auf. Diese stellte sich als eine Kollaboration mit dem kanadischen DJ-Duo Dzeko & Torres heraus. Der Titel erschien als Imaginate betitelt am 29. Juli 2015 via Spinnin’ Records als Free Download. Als Sängerin des Liedes tritt allerdings nicht, wie im Vorfeld der Veröffentlichung vermutet, Luciana Caporaso in Erscheinung, sondern Frankie Miller.
Parallel sammelte der Track Memories aus der Folge auf YouTube zahlreiche Klicks. Vorerst wurde hierbei ausgegangen, dass es sich um die lang angekündigte Vicetone-Collab handle, jedoch stellte sich dies als Fehler heraus und der Track entpuppte sich als eine Zusammenarbeit mit dem niederländischen DJ-Duo Bassjackers. Die Vocals wurden nach den vorherigen Zusammenarbeiten bei Let Your Mind Go und Dogs anfangs fälschlicherweise Luciana Caporaso zugeordnet. Durch einen Facebook-Post, bei dem das Single-Cover zu sehen war, stellte sich jedoch heraus, dass es sich um die US-amerikanische Sängerin Sirah handelt. Der Big-Room-Drop wurde jedoch stark mit den Liedern Mammoth und Waves von Dimitri Vegas & Like Mike beziehungsweise W&W verglichen. Derzeit läuft eine Promotion-Kampagne zu seiner zur Veröffentlichung Anfang September 2015 angekündigten Single Memories, einer Kollaboration mit den Bassjackers und der US-amerikanischen Rapperin Sirah. Die Kollaboration wurde am 31. August 2015 via Spinnin' Records veröffentlichen.

### Winter 2015:Strongmit R3hab
Am 19. Oktober 2015 erschien das Lied Heaven, eine Zusammenarbeit mit dem kanadischen Produzenten Shaun Frank und der ebenfalls kanadischen Sängerin Delaney Jane. Der Track lässt sich in den Bereich des Deep-House’ einordnen und basiert sehr auf den typischen Merkmalen von Hollowell-Dhar. Parallel erschien auch seine Remixe zu DJ Jeans The Launch, der wieder weit aus mehr in den Big-Room-Bereich abschweift, sowie zu Aviciis For a Better Day im Tropical-Deep-House-Stil. Ein Progressive-House-Remix zu dem Track Feels der französischen Newcomerin Kiiara.
Im November 2015 wurde erstmals das Release der zweiten Kollaboration mit dem Niederländer R3hab mit dem Titel Strong bekanntgegeben. Premiert wurde diese bereits im August 2015 von R3hab bei seinem Liveauftritt bei Creamfields Festival in Großbritannien. Bereits Ende Oktober 2015 wurde der Track als ID in mehreren Podcasts von unter anderem Hardwell, Nicky Romero oder Jay Hardway gespielt. Veröffentlicht wurde Strong am 16. November 2015 über Spinnin’ Records. Wie auch KSHMRs und R3habs vorherige Singles, konnte auch diese bis auf Platz 1 der Beatport Top-100 vorrücken, bemängelt wurde jedoch, dass das gesamte Instrumental des Liedes im Leadpart an Secrets und im Drop an R3habs Tiger erinnert.
In der sechsten Episode seines „Welcome-to-KSHMR“-Podcasts premierte er bereits die Hymne des „Sunburn Goa 2015 Festivals“. Dahinter verbirgt sich die erst Ende November 2015, somit zwei Monate später, bekannt gegebene Kollaboration mit dem italienischen DJ-Duo Marnik, namens Bazaar. Das Lied basiert auf dem Stil beider Projekte und entwickelt sich von einem ruhigeren Leadsound zu einem mehr oder weniger aggressiven Big-Room-Track. Veröffentlicht wurde das Stück am 11. Dezember 2015 über Spinnin’ Records.

### 2016:The Lion Across The Field EP
Mit seiner ersten Single im Jahr 2016 Touch, die in Zusammenarbeit mit Felix Snow und Madi entstand, veröffentlichte KSHMR einen weit aus anderen Sound, als seine Vorgänger ihn enthielten. Sowohl Elemente des Traps, als auch des Bass-House und extremen Dirty-, bis Electro-House wies die Nummer auf. Im Frühjahr 2016 wurde KSHMRS Zusammenarbeit mit der Sängerin Sidnie Tipton premiert, diese basiert auf einem klassischen Progressive-House-Muster und schaffte es bis auf Platz eins der Beatport-Top-100. Nur einen Monat später, im Mai 2016 veröffentlichte KSHMR seine EP The Lion Across The Field EP, die neben Wildcard Lieder aus dem Bereich des Traps, Tropical- und Deep-House bis hin zum Big-Room enthielt. Letztere enthielt den Titel Dhoom und wurde stark mit dem Song Eclipse von Hardwell verglichen, weshalb diese auch vor Release als die angekündigte Kollaboration gehalten wurde. Anfang Juni 2016 folgte das Lied Dharma, die die langerwartete Kollaboration mit Headhunterz darstellt.
Die am 5. September 2016 Invisible Children mit Tigerlily geriet stark in die Kritik. Grund dafür war die starke Ähnlichkeit zu Jangos Indirasta. Viele führten dies auf die Verwendung desselben Samplepack zurück, doch durch nahezue Gleichheit verschiedener Parts, wurden wegen der eigentlich immer als „innovativ“ bekannten Qualität von KSHMRs Produktionen, fragende Rezensionen aufgeworfen. Voices bildete einen, Ende des September 2016 erschienenen Free-Track. Dieser entstand zusammen mit Melbourne-Bounce-Produzenten Will Sparks. Obwohl das Lied qualitativ sehr gut ankam, wurde Sparks Wiedererkennungswert vermisst, da die Nummer nahezu nur auf Tropica- und Deep-House-Elementen basierte.
Am 24. Oktober 2016 erschien die zweite Kollaboration mit den Bassjackers. Die Nummer erschien unter dem Titel Extreme und ist auf den zu der Zeit sehr populären Future-Bass-Stil zurückzuführen. Durch die Ähnlichkeit zu The Chainsmokers Roses wurde diese als Kollaboration mit diesen gehandelt. Bei Slam.FM bestätigten die Bassjackers, dass Extreme in Zusammenarbeit mit ihnen entstand. Die Finale Version wurde von Sdnie Tipton eingesungen, während die vorherige von Songwriterin Lia Marie Johnson enthielt.
Am 26. Dezember 2016 veröffentlichte KSHMR ein zweites Mal die offizielle Hymne zum Sunburn Goa Festival. Wie im Vorjahr wurde diese mit Marnik produziert und ähnelt stilistisch sehr dem Vorgänger Bazaar, was kritisch aufgenommen wurde. Mandala war der Titel und wurde von Sängerin Mitika mit indischen Gesangsspuren bestückt. Der Track erreichte Platz eins der Beatport-Big-Room-Charts sowie Platz 8 der Top-100.

### 2017:Materia EP
Back To Me wurde im Frühjahr 2017 premiert. Der Track wurde auf Grund der Ähnlichkeit zu Dzeko & Torres’ L’amour toujours als zweite Kollaboration mit dem kanadischen DJ-Duo gehandelt. Ende Februar 2017 wurde das Lied als Zusammenarbeit mit dem niederländischen Produzenten Trio-Crossnaders und Sängerin Micky Blue bekanntgegeben. Der Track erreichte positive Kritik, wurde jedoch für fehlende Modernität kritisiert. Zudem rückte sie bis an die Spitze der Beatport-Genre-Charts. Crossnaders erzählten über Back To Me:

„KSHMR bot uns an, mit ihm an dem Gesang von Micky Blue zu arbeiten. Das Projekt pendelte hin und her und wir hatten schnell einen kompletten Track fertig gestellt, aber an der Dropmelodie haperte es noch. KSHMR schloss sich daraufhin noch einmal im Studio ein und der Rest ist Geschichte.“

Am 16. Juni 2017 veröffentlichte KSHMR die bereits weit vorher angekündigte zweite Kollaboration mit Tiësto. Der von Talay Riley gesungene Track trägt den Titel Harder und orientiert sich am zu der Zeit erfolgreichen Tropical-House-Stil. Eine Club-taugliche Version dient als Intro von Tiëstos fünfter Episode seiner ClubLife-Kompilationen. In Zusammenarbeit mit dem niederländischen Trance- und Big-Room-Produzenten Maurice West folgte am 21. Juli 2017 das Lied Festival of Lights. Der Song bildete die erste Auskopplung seiner Materia EP, die am 4. August 2018 inklusive Kollaborationen mit unter anderem Snails und No Mondays erschien.
Nachdem die Kollaboration bereits im Oktober 2015 angekündigt wurde, wurde am 16. April 2017 der Song Power, der mit dem niederländischen Produzent Hardwell entstand, premiert. Das Lied basiert auf einer unvollendeten Produktion von KSHMR allein aus dem Jahr 2014 und wurde am 22. September 2017 veröffentlicht und rückte bis auf Platz 39 der niederländischen Single-Charts vor.
Nachdem am 13. Oktober 2017 in Zusammenarbeit mit dem indischen Sänger Sonu Nigam der ruhigere Song Underwater veröffentlicht wurde, präsentiere KSHMR im Dezember 2018 die beiden Big-Room-Produktionen Islands mit R3hab und Shiva mit Marnik. Shiva diente als Hymne des Sunburn Goa Festivals 2017 und schloss stilistisch an die Hymnen der Vorjahren an, die ebenfalls von KSHMR und Marnik produziert wurden.

### 2018:Carry Me Home&Opa

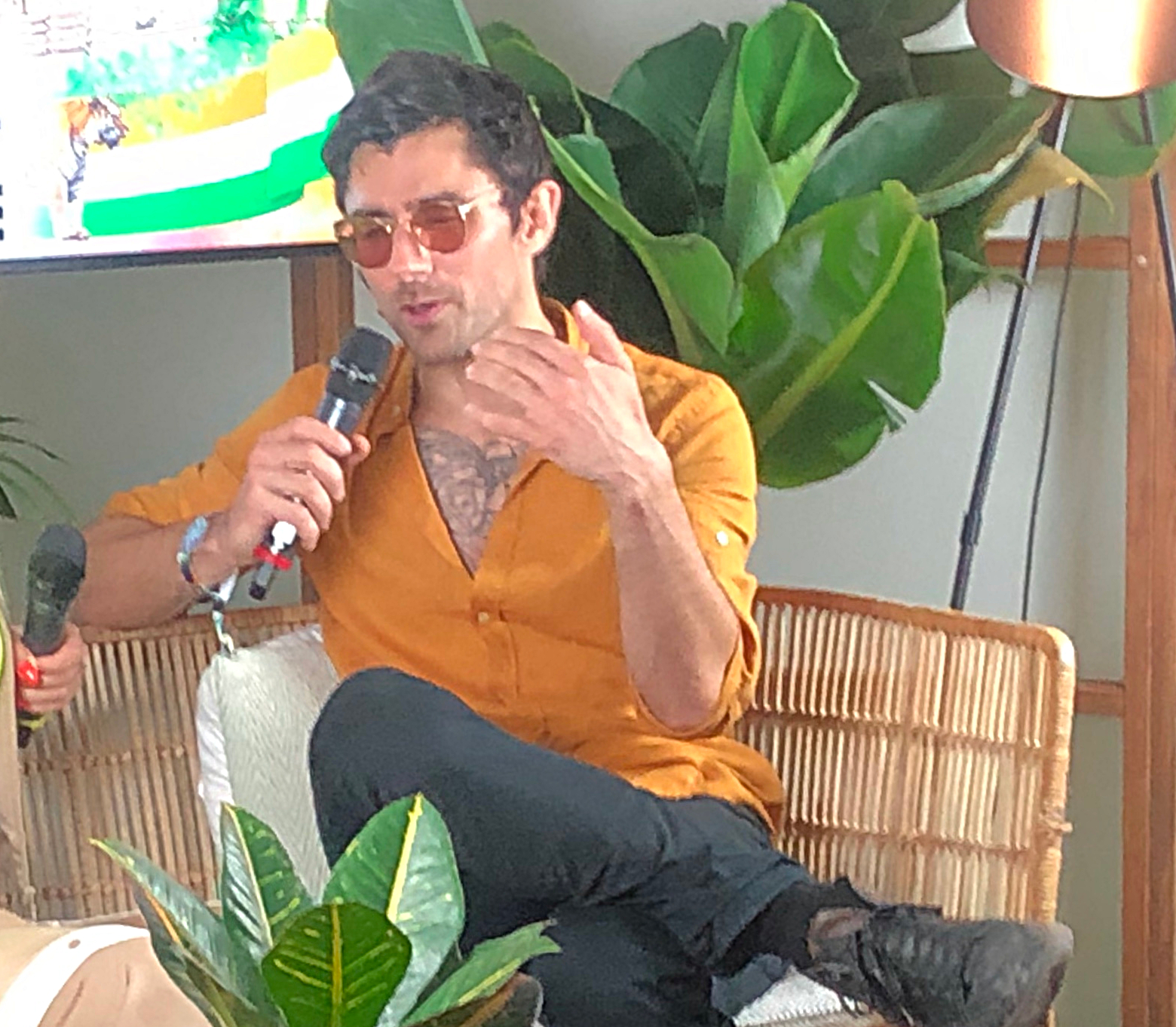
KSHMR im Interview beim Airbeat One 2019

Am 18. Mai 2018 erschien das Lied Doonka, das in Zusammenarbeit mit dem israelischen Produzenten Mr.Black entstand, der bereits seit geraumer Zeit auf „Spinnin’ Records“ aktiv war. Einen Monat später folgte der Vocal-Track Carry Me Home mit Sänger Jake Reese. Der Song rückte in die schwedischen Single-Charts vor.
Nachdem der Track bereits im Jahr 2016 auf ihrem Kompilationsalbum Bringing the Madness enthalten war, veröffentlichten Dimitri Vegas & Like Mike am 22. Juli 2018 den zusammen mit KSHMR aufgenommenen Song Opa im Zuge ihrer Tommorowland-EP. Das offizielle Musikvideo stellt den, im Song verkörperten griechischen Zorba’s Dance dar.
Im August 2018 erschienen die Lieder Neverland mit 7 Skies und Good Vibes Soldier mit Head Quattaz.
Am 2. November 2018 erschien das Lied Magic, das stilistisch ein Follow-Up zu Secrets darstellen sollte. Tiësto beteiligte sich hier jedoch nicht dran. Hingegen gab KSHMR preis, dass der Track aus einer Idee entstand, die er gemeinsam mit dem schwedischen Produzenten Adrian Lux entwarf.

### 2019:No Regrets&Devil Inside Me
Im März 2019 erschien zusammen mit dem belgischen DJ Yves V und der Elektro-Pop-Band Krewella die Single No Regrets.
Im Mai 2019 erschien zusammen mit dem schwedischen Produzenten KAAZE die Single Devil Inside Me. Der Gesang des Liedes wurde von der US-amerikanischen Sängerin Karra beigesteuert.
Ende Juni 2019 veröffentlichte er seine zweite Kollaboration mit dem australischen DJ und Produzenten Timmy Trumpet. Diese trug den Titel The People und wurde bereits im Jahr 2017 während seines Auftritts beim Sunburn Festivals in Indien angekündigt. Parallel erschien die von Hardstyle- und Trap-Elementen beeinflusste Single Lies, die in Zusammenarbeit mit dem niederländischen Produzenten B3rror sowie der Sängerin Luciana entstand.
Mitte Juli 2019 folgte die Single My Best Life, dessen Gesang vom australischen Sänger Mike Waters übernommen wurde. Nachdem die Original-Version einer poppigen Gestaltung entsprach, folgte im August 2019 ein Club-Mix, der auf Spotify den Erfolg des Originals übertraf. Im September 2019 wurde mit Bombay Dreams eine weitere Pop-Single veröffentlicht. Diese entstand gemeinsam mit dem indischen DJ-Duo Lost Stories und der indischen Sängerin Kavita Seth.
Im Oktober 2019 kehrte KSHMR mit dem Lied Do Bad Well ins Big-Room-Genre zurück. Der Gesang wurde von der US-amerikanischen Sängerin Nevve beigesteuert. Wenige Wochen später erschien das Lied Alone, das KSHMRs vierte Zusammenarbeit mit Marnik darstellte. Darüber hinaus wirkten die kanadische Sängerin Anjulie sowie Eiffel-65-Sänger Jeffrey Jey mit.

### 2020: KSHMR Essentials &Bruk It Down
Im Februar 2020 erschien die Single Over and Out, die in Zusammenarbeit mit dem malaysischen Produzenten Hard Lights sowie der deutschen Sängerin Charlott Boss entstand. Parallel zur Veröffentlichung seines KSHMR-Essential-Plug-Ins, erschien die Single Bruk It Down, die er gemeinsam mit dem spanischen DJ und Produzenten Sak Noel und dem jamaikanischen Sänger TxTHEWAY aufnahm.

## Sonstiges

KSHMR zusammen mit Tiësto 2014 erstmals hinter dem DJ Pult

### Öffentliches Auftreten
Während er mit dem Projekt The Cataracs in sämtlichen Musikvideos zu sehen war, machte er aus der Identität von KSHMR lang ein Geheimnis und war weder auf Single-Covern, noch in Musikvideos oder sozialen Netzwerken zu sehen. Durch seinen genannten Namen in den Credits der Produktionen kam dennoch heraus, dass er hinter diesem steckte. Infolgedessen enthüllte er beim Ultra Music Festival 2014 gemeinsam mit Tiësto offiziell seine Identität. Obwohl er ursprünglich äußerte nicht als DJ in Erscheinung treten zu wollen, gab er am 20. Juli 2015 bekannt ab 2016 doch live auftreten zu wollen. Seither ist KSHMR auch auf zahlreichen Festivals zu sehen, dessen Ausschnitte man mittlerweile auch in Musikvideos sehen kann.

### Arrangement als Co-Songwriter und Produzent
Hollowell-Dhar ist neben seiner Solo-Karriere auch als Ghostproducer aktiv. Durch seinen plötzlichen Einstieg in die EDM-Szene als Ghostproduzent, entwickelte sich insbesondere im Jahre 2014 eine Art Runninggag auf zahlreichen Musikplattformen und insbesondere bei YouTube erschien in den Kommentaren unterschiedlicher Lieder die Behauptung KSHMR wäre als ausschlaggebender Produzent aktiv gewesen. Am 29. Mai 2015 postete der britische DJ und Produzent Mat Zo auf Twitter eine Liste auf der eine Auswahl an Ghostproducern sowie die Musikern, für die sie Co-produzieren genannt werden. Hollowell-Dhar wurde hierbei mit Dvbbs, Carnage und Borgeous in Verbindung gebracht. Kritisiert wird allerdings, dass er ursprünglich bekannt gab, dass er ausschließlich mit weniger bekannten Künstlern zusammenarbeiten wolle, nachher allerdings doch mit Tiësto, R3hab und vielen anderen DJ-Größen kollaborierte.
Bereits vor seinem Durchbruch im Electro-House-Bereich war er als Co-Writer, -Produzent und -Komponist aktiv. Offiziell wirkte er erstmals im Jahre 2010 als Co-Produzent des David-Guetta-Remixes zu Snoop Doggs Wet mit. Es folgte eine weitere Zusammenarbeit mit dem französischen DJ mit dem Lied I Just Wanna F, bei der ebenfalls Timbaland und die Sängerin Dev, dessen gesamtes Debüt-Album er im selben Jahr produzierte, mitwirkte. In den folgenden Jahren 2012 und 2013 baute er seine Bekanntheit aus und schrieb sowie produzierte für unter anderem Jason Derulo, Selena Gomez oder Sean Pauls Welthit The Other Side of Love.
Parallel mit Gründung seines Projekts KSHMR änderte sich auch das Genre, in dem er aktiv war. Den Grundbaustein, auf dem seine gesamte spätere Karriere aufbaute, setzte Hollowell-Dhar im Bereich des Big-Rooms mit der unerwähnten Beteiligung an den Tracks Tsunami und Stampede des kanadischen DJ-Duos Dvbbs und dem US-amerikanischen DJ Borgeous gemeinsam mit den belgischen Brüdern Dimitri Vegas & Like Mike. Vor Bekanntgabe der offiziellen Musiker wurden fälschlicherweise Mitwirkungen bei den Liedern Rave After Rave des niederländischen DJ-Duos W&W sowie bei Dvbbs und Jay Hardways Voodoo vermutet.
Für eine weitere fälschliche Annahme im Bereich der Ghostproduktion sorgte das Lied Tiger von R3hab, Skytech und Fafaq. Es begannen sämtliche Spekulationen unter den Fans, in welchem Maße KSHMR wohl dazu beigetragen habe, häufig äußerten einige Fans sogar die Meinung, es sei allein KSHMRs Track. Darauf reagierte Hollowell-Dhar mit einem beinahe empörten Post, in dem er klarstellte, dass sein Beitrag zu Toca nur minimal gewesen sei und er Tiger lediglich als guten Track betrachte und ihn einzig und allein deshalb gepostet habe. Mit der Produktion des Liedes hätte er nichts zu schaffen gehabt. Zudem sei R3hab einer der am härtesten arbeitenden Produzenten, die er kenne, und in großem Maße an der Produktion seines Solotracks Dead Man’s Hand beteiligt gewesen.

### Hintergrund der Free-Tracks und Musikvideos
Einem Kommentar des Künstlers unter einem Facebook-Beitrag nach hat dem Produzenten das Projekt „KSHMR“ allen anderen Annahmen zum Trotz bis zu diesem Zeitpunkt nichts eingebracht. Grund dafür seien jedoch nicht mangelnde Verkaufszahlen, sondern die aufwendigen Musikvideos zu jedem seiner Tracks, die er vollständig selbst finanziere. Nur so könne er sicherstellen, dass die Videos eine Botschaft enthielten und tiefgründig blieben. Auch sei es jedes Mal ein regelrechter Kampf mit seinem Label „Spinnin' Records“, wenn er einen Track zum kostenlosen Download bereitstellen wolle. Jedoch sei er der Ansicht, dass jegliche Musik frei verfügbar sein solle, was zwar ein unerreichbares Ziel sei, er aber so gut wie möglich realisieren wolle.

### KSHMR Essentials
Im April 2020 veröffentlichte KSHMR zusammen mit Splice und W.A. Production sein erstes eigenes Plugin KSHMR Essentials. Das Plugin ist ein FX-Plugin, welches für fünf verschiedene Sounds entwickelt wurde.

## Diskografie
Studioalben
| Jahr | Titel Musiklabel                     | Anmerkungen                                   |
| ---- | ------------------------------------ | --------------------------------------------- |
| 2021 | Harmonica Andromeda Spinnin’ Records | Erstveröffentlichung: 19. März 2021 als KSHMR |